# حاتم عبد الرشيد
حاتم عبد الرشيد محمد عبد المنعم الناصري هو سياسي عراقي ولد في تكريت سنة 1940.[بحاجة لمصدر]
شغل مناصب مختلفة منها المدير العام للزيوت النباتية، وشغل موقع رئيس المؤسسة العامة للصناعات الغذائية، وكذلك رئيس اتحاد الصناعات العراقي.
شغل منصب وزير الصناعات الخفيفة في 1 شباط 1987، ثم غير اسم الوزارة إلى وزارة الصناعة في 2 آذار 1987، غادر المنصب في 25 تموز 1988 عندما دمجت وزارة الصناعة مع وزراة الصناعات الثقيلة تحت اسم وزارة الصناعة والمعادن.
كان يوصف بأنه يفهم عمله جيداً ولكنه مزاجي.

## عائلته
شقيقه دحام عبد الرشيد، شغل منصب رئيس ديوان الرقابة المالية للفترة من 24 أيلول 1987 إلى 28 شباط 1995. أما شقيقه الآخر فهو القائد العسكري ماهر عبد الرشيد والد لمى ماهر عبد الرشيد زوجة قصي صدام حسين.